# Cousances-les-Forges
Cousances-les-Forges is een gemeente in het Franse departement Meuse (regio Grand Est). De plaats maakt deel uit van het arrondissement Bar-le-Duc. Cousances-les-Forges telde op 1 januari 2022 1.644 inwoners.

## Geografie
De oppervlakte van Cousances-les-Forges bedroeg op 1 januari 2022 18,13 vierkante kilometer; de bevolkingsdichtheid was toen 90,7 inwoners per km².

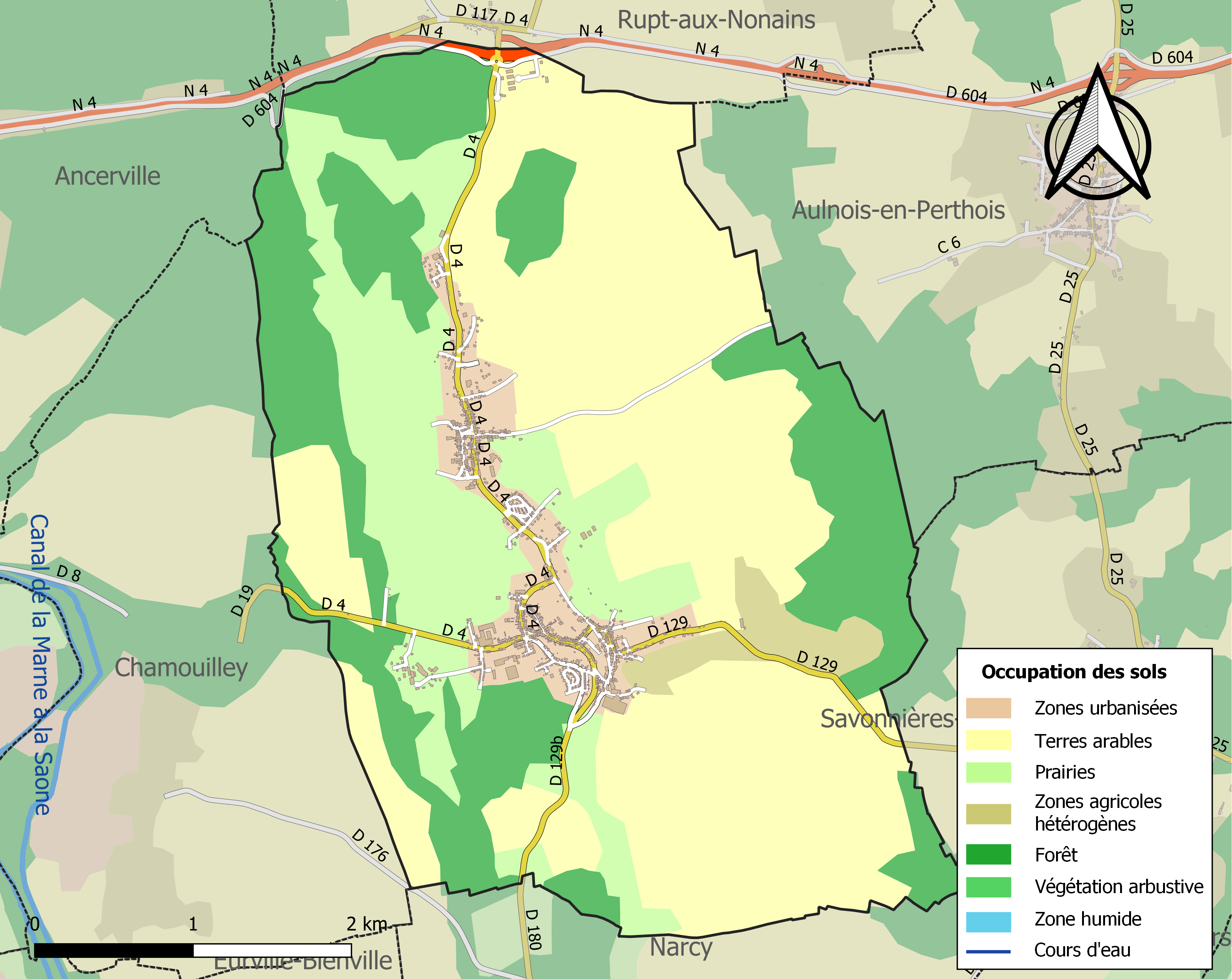
Kaart van de gemeente met de belangrijkste infrastructuur, bodemgebruik en omliggende gemeenten

## Demografie
Onderstaande figuur toont het verloop van het inwonertal (bron: INSEE-tellingen).

Ancerville · Aulnois-en-Perthois · Baudonvilliers · Bazincourt-sur-Saulx · Brillon-en-Barrois · Cousances-les-Forges · Guerpont · Haironville · Juvigny-en-Perthois · Lavincourt · Lisle-en-Rigault · Maulan · Montplonne · Nant-le-Grand · Nant-le-Petit · Rupt-aux-Nonains · Saudrupt · Savonnières-en-Perthois · Silmont · Sommelonne · Stainville · Tannois · Tronville-en-Barrois · Velaines · Ville-sur-Saulx